# Hotel St. Pauli (album)
Hotel St. Pauli är ett musikalbum med Anne Grete Preus, utgivet 1988 som LP och CD av skivbolaget EMI. Albumet innehåller film-musik till filmen Hotel St. Pauli.

## Låtlista
1. "Hotel St. Pauli" – 4:00
2. "Daydreamer" – 3:17
3. "Trauma" – 2:20
4. "Escape" – 2:30
5. "Hotel St. Pauli" – 3:15
6. "Devil's Smile" – 3:47
7. "In The Woods" – 2:37
8. "The End" – 5:27
9. "Love Theme" – 3:52

- Text: Anne Grete Preus, Johnny Sareussen
- Musik: Anne Grete Preus, Svein Gundersen

## Medverkande
Musiker
- Anne Grete Preus – sång
- Bent Bredesen – gitarr
- Svein Dag Hauge – gitarr
- Terje Lillegård Jensen (Jonas Fjeld) – gitarr
- Pål Reinertsen – basgitarr
- Rolf Graf – basgitarr
- Eva Hillered – körsång
- Geir Langslet – keyboard
- Kjetil Bjerkestrand – keyboard
- Per Hillestad – trummor
- Per Kolstad – orgel

Produktion
- Svein Gundersen – musikproducent
- Johnny Sareussen – musikproducent
- Ingar Helgesen – ljudtekniker